# Gregory Page (1er baronnet)
Gregory Page, 1er baronnet (vers 1669-25 mai 1720), de Greenwich, Kent, est un brasseur, marchand et homme politique whig anglais qui siège à la Chambre des communes entre 1708 et 1720.

## Jeunesse
Page est le fils aîné de Gregory Page (mort en 1693) et de sa deuxième épouse Elizabeth Burton. Son père est un riche marchand londonien, constructeur naval et directeur de la Compagnie britannique des Indes orientales, qui possède une brasserie à Wapping. Il est également échevin de la Cité de Londres en 1687. Elizabeth Burton est une veuve de Stepney. Page Junior épouse Mary Trotman, la fille de 17 ans de Thomas et Mary Trotman de Londres, le 21 janvier 1690.

## Carrière
Page suit les traces de son père en tant que brasseur et marchand, bâtissant une vaste fortune dans le commerce avec l'Asie du Sud et de l'Est. Il est membre du comité de la Old East India Company de 1706 à 1708. Lors d'une élection partielle en décembre 1708, il est élu député whig de New Shoreham, dans le Sussex de l'Ouest où la principale industrie est la construction navale. Au Parlement, il vote en faveur de la naturalisation des Palatins en 1709 et de la destitution du Dr Sacheverell en 1710. Il est administrateur de la Compagnie des Indes orientales de 1709 à 1712. Aux élections générales britanniques de 1710, il est réélu député de Shoreham malgré les accusations selon lesquelles il aurait soudoyé des électeurs pour leur soutien. Cependant, il ne se présente pas aux élections générales de 1713. De 1713 à 1714, il est directeur de la Compagnie des Indes orientales et est créé baronnet le 3 décembre 1714.
Page est réélu comme député whig pour New Shoreham, à l'élection générale de 1715, et soutient le gouvernement hanovrien à partir de là. En 1715, il devient directeur de la Compagnie des Indes orientales et en 1716, il devient directeur du Royal Hospital Greenwich, occupant les deux postes pour le reste de sa vie.

## Vie privée

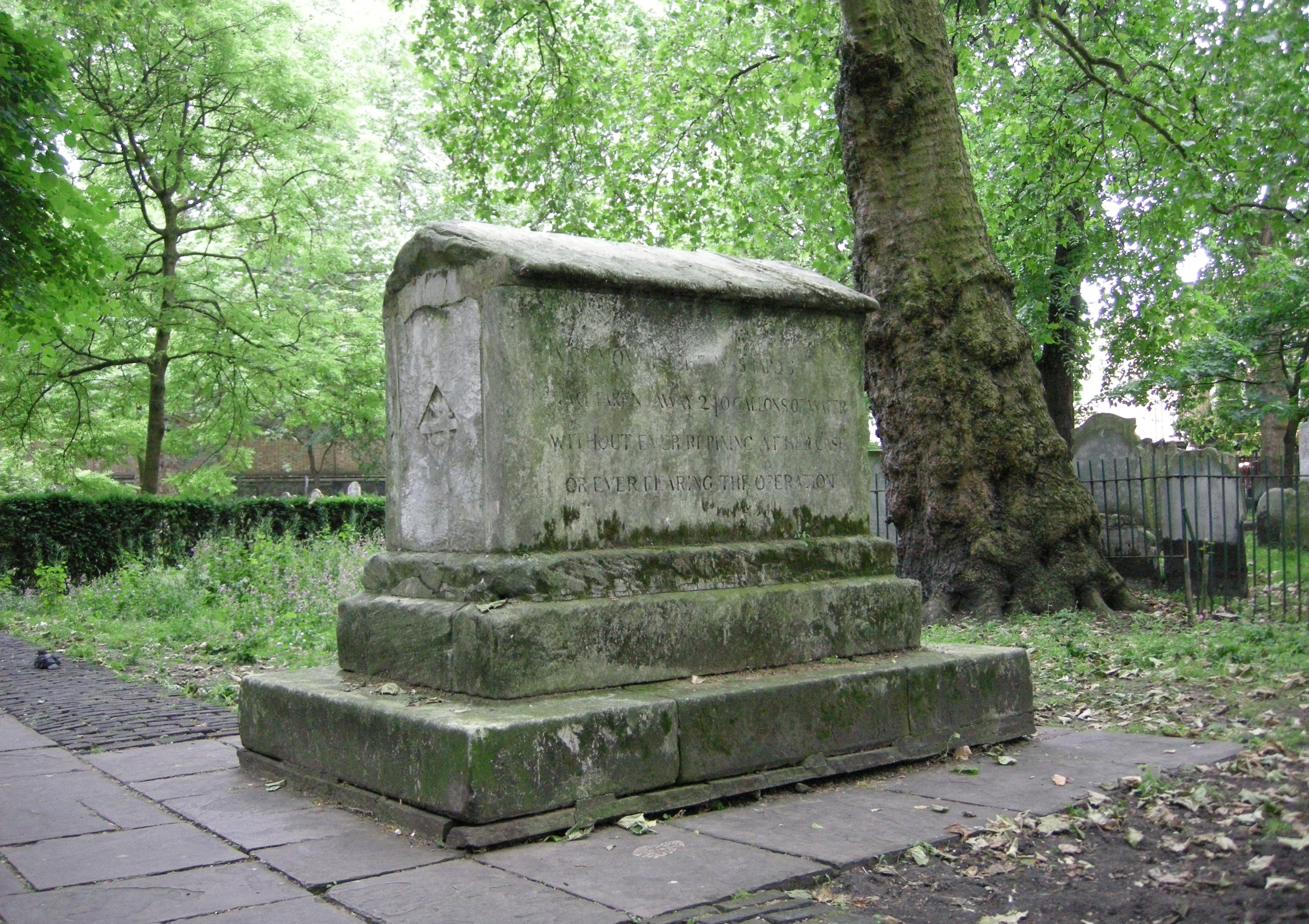
Monument de Dame Mary Page dans le cimetière de Bunhill Fields

Page est mort le 25 mai 1720 et est enterré à Greenwich le 2 juin 1720. Il laisse quatre enfants: deux fils (Gregory et Thomas) et deux filles (Mary et Sophia),,. Le titre de baronnet, avec son «immense fortune»  passe à son fils aîné, Grégory. Sa veuve est décédée à Greenwich le 4 mars 1729 à l'âge de 56 ans. Elle est enterrée dans un caveau à Bunhill Fields à la périphérie de la ville de Londres. Son épitaphe fait allusion à une maladie douloureuse, qui est peut-être le syndrome de Meigs.
Le deuxième fils du premier baronnet, Thomas, épouse une sœur du vicomte Howe et est mort sans descendance à Greenwich le 4 novembre 1763. Gregory Page (2e baronnet), meurt en 1776, et le titre s'éteint. Le domaine passe à Gregory Turner, 3e baronnet, qui prend en conséquence le nom de Page-Turner. Il est le petit-fils de la fille du premier baronnet Mary (inhumée le 18 février 1724 à Greenwich), qui épouse le premier baronnet Turner, Edward Turner. L'autre fille du premier baronnet, Sophia, est la première épouse de Lewis Way (membre de l'Inner Temple, directeur de la Compagnie de la mer du Sud et président de Guy's Hospital). Elle meurt sans descendance le 2 janvier 1735.